# 1673 w sztukach plastycznych
Wydarzenia w sztukach plastycznych i wizualnych w 1673 roku.

## Malarstwo

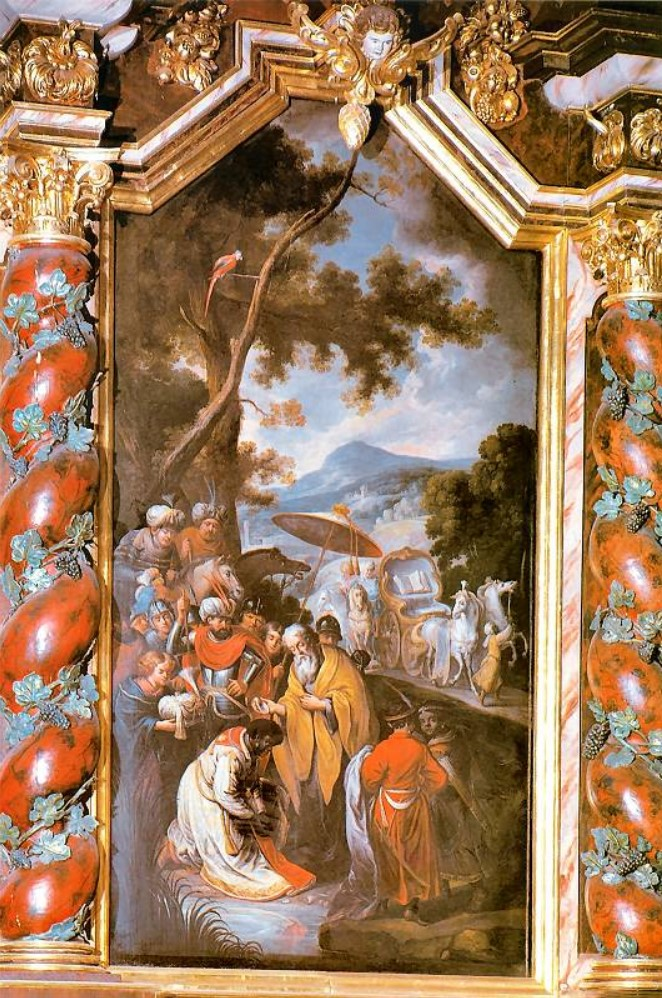
Andrzej Stech Święty Filip chrzci dworzanina etiopskiego

- Andrzej Stech

Święty Filip chrzci dworzanina etiopskiego – olej na płótnie, 300x145 cm